# Stempellina australiensis
Stempellina australiensis är en tvåvingeart som beskrevs av Freeman 1961. Stempellina australiensis ingår i släktet Stempellina och familjen fjädermyggor. Inga underarter finns listade i Catalogue of Life.